# Nazionale maschile di football americano di El Salvador
La nazionale di football americano di El Salvador è la selezione maggiore maschile di football americano della SAAIF che rappresenta El Salvador nelle varie competizioni ufficiali o amichevoli riservate a squadre nazionali.

## Risultati
Legenda: Grassetto: Risultato migliore, Corsivo: Mancate partecipazioni

## Dettaglio stagioni

### Amichevoli
| Stagione | Vin | Par | Per | Tot | PF    | PS    | avversaria                     |
| -------- | --- | --- | --- | --- | ----- | ----- | ------------------------------ |
| 2013     | 0   | 0   | 2   | 2   | 32    | 40    | Guatemala                      |
| 2015     | 1   | 0   | 0   | 1   | ?     | ?     | Guatemala                      |
| 2016     | 0   | 0   | 1   | 1   | 6     | 18    | Honduras                       |
| 2017     | 0+? | 1+? | 0+? | 2   | 14+?  | 14+?  | Guatemala, Honduras            |
| 2019     | 2   | 0   | 1   | 3   | 52    | 36    | Guatemala, Nicaragua, Honduras |
| 2023     | 1   | 0   | 0   | 1   | 6     | 0     | Nicaragua                      |
| Totale   | 4+? | 1+? | 4+? | 10  | 110+? | 108+? |                                |

### Tornei

#### Central American Bowl
| Stagione | regular season | regular season | regular season | regular season | regular season | regular season | playoff | playoff | playoff | playoff | playoff | playoff      | playoff    |
|          | Vin            | Par            | Per            | Tot            | PF             | PS             | Vin     | Per     | Tot     | PF      | PS      | risultato    | avversaria |
| -------- | -------------- | -------------- | -------------- | -------------- | -------------- | -------------- | ------- | ------- | ------- | ------- | ------- | ------------ | ---------- |
| 2013     | 0              | 0              | 1              | 1              | 12             | 27             | 0       | 1       | 1       | 22      | 33      | Quinto posto | Nicaragua  |
| 2018     | 0              | 0              | 2              | 2              | 8              | 69             | 0       | 1       | 1       | 7       | 8       | Sesto posto  | Nicaragua  |
| Totale   | 0              | 0              | 3              | 3              | 20             | 96             | 0       | 2       | 2       | 29      | 41      |              |            |

#### Four nations/4 Naciones
| Stagione | regular season | regular season | regular season | regular season | regular season | regular season | playoff | playoff | playoff | playoff | playoff | playoff      | playoff    |
|          | Vin            | Par            | Per            | Tot            | PF             | PS             | Vin     | Per     | Tot     | PF      | PS      | risultato    | avversaria |
| -------- | -------------- | -------------- | -------------- | -------------- | -------------- | -------------- | ------- | ------- | ------- | ------- | ------- | ------------ | ---------- |
| 2009     | -              | -              | -              | -              | -              | -              | 0       | 2       | 2       | 20      | 55      | Quarto posto | Guatemala  |
| 2012     | -              | -              | -              | -              | -              | -              | 0       | 2       | 2       | 12      | 59      | Quarto posto | Costa Rica |
| 2015     | -              | -              | -              | -              | -              | -              | 1       | 1       | 2       | 40      | 14      | Terzo posto  | Nicaragua  |
| Totale   | -              | -              | -              | -              | -              | -              | 1       | 5       | 6       | 72      | 128     |              |            |

### Riepilogo partite disputate
| Anno              | Luogo               | Evento                           | Fase del torneo      | Incontro                      | Risultato |
| 12 settembre 2009 | Managua             | Four nations                     | Semifinale           | Nicaragua - El Salvador       | 33 - 6    |
| 13 settembre 2009 | Managua             | Four nations                     | Finale 3º - 4º posto | Guatemala - El Salvador       | 22 - 14   |
| 20 marzo 2010     | Santa Tecla         | Torneo 4 Naciones                | Semifinale           | El Salvador - Honduras        |           |
| 21 marzo 2010     | Santa Tecla         | Torneo 4 Naciones                | ?                    | Segnaposto - El Salvador      |           |
| 29 settembre 2012 | Managua             | Torneo 4 Naciones                | Semifinale           | El Salvador - Honduras        | 6 - 26    |
| 30 settembre 2012 | Managua             | Torneo 4 Naciones                | Finale 3º - 4º posto | El Salvador - Costa Rica      | 6 - 33    |
| 22 giugno 2013    | Città del Guatemala | Amichevole                       |                      | Guatemala - El Salvador       | 28 - 22   |
| 13 luglio 2013    | San Salvador        | Amichevole                       |                      | El Salvador - Guatemala       | 10 - 12   |
| 10 settembre 2013 | San Salvador        | Central American Bowl            | Primo turno          | El Salvador - Guatemala       | 12 - 27   |
| 12 settembre 2013 | San Salvador        | Central American Bowl            | Semifinale           | El Salvador - Nicaragua       | 22 - 33   |
| 15 novembre 2015  |                     | Amichevole                       |                      | El Salvador - Guatemala       | v - p     |
| 5 dicembre 2015   | Tegucigalpa         | IFAF 4 Nations Tournament        | Semifinale           | Guatemala - El Salvador       | 14 - 2    |
| 6 dicembre 2015   | Tegucigalpa         | IFAF 4 Nations Tournament        | Finale 3º - 4º posto | El Salvador - Nicaragua       | 38 - 0    |
| 30 gennaio 2016   | Tegucigalpa         | Amichevole                       |                      | Honduras - El Salvador        | 18 - 6    |
| 4 febbraio 2017   | San José Pinula     | Amichevole                       |                      | Guatemala - El Salvador       | ? - ?     |
| 29 aprile 2017    | Honduras            | Amichevole                       |                      | Honduras - El Salvador        | 14 - 14   |
| 6 febbraio 2018   | San José Pinula     | Central American Bowl            | Girone               | Honduras - El Salvador        | 20 - 8    |
| 8 febbraio 2018   | San José Pinula     | Central American Bowl            | Girone               | Panama - El Salvador          | 49 - 0    |
| 9 febbraio 2018   | San José Pinula     | Central American Bowl            | Finale 5º - 6º posto | Nicaragua - El Salvador       | 8 - 7     |
| 16 febbraio 2019  | Città del Guatemala | Amichevole                       |                      | Guatemala - El Salvador       | 28 - 14   |
| 16 marzo 2019     | Santa Tecla         | Amichevole                       |                      | El Salvador - Nicaragua       | 26 - 0    |
| 4 maggio 2019     | San Salvador        | Amichevole                       |                      | El Salvador - Honduras        | 12 - 8    |
| 18 novembre 2023  | Santa Tecla         | Amichevole                       |                      | El Salvador - Nicaragua       | 6 - 0     |
| 22 novembre 2023  | San Cristóbal       | Torneo Panamericano Las Americas |                      | Rep. Dominicana - El Salvador | 24 - 0    |
| 24 novembre 2023  | Santo Domingo       | Torneo Panamericano Las Americas |                      | Messico - El Salvador         | 20 - 28   |

## Confronti con le altre Nazionali
Questi sono i saldi della nazionale di El Salvador nei confronti delle nazionali incontrate.

### Saldo positivo
| Nazionale | Giocate | Vinte | Pareggiate | Perse | PF | PS | Ultima vittoria | Ultimo pari | Ultima sconfitta |
| --------- | ------- | ----- | ---------- | ----- | -- | -- | --------------- | ----------- | ---------------- |
| Messico   | 1       | 1     | 0          | 0     | 28 | 20 | 2023            | -           | -                |

### Saldo in pareggio
| Nazionale | Giocate | Vinte | Pareggiate | Perse | PF  | PS | Ultima vittoria | Ultimo pari | Ultima sconfitta |
| --------- | ------- | ----- | ---------- | ----- | --- | -- | --------------- | ----------- | ---------------- |
| Nicaragua | 6       | 3     | 0          | 3     | 105 | 74 | 2023            | -           | 2018             |

### Saldo negativo
| Nazionale       | Giocate | Vinte | Pareggiate | Perse | PF   | PS    | Ultima vittoria | Ultimo pari | Ultima sconfitta |
| --------------- | ------- | ----- | ---------- | ----- | ---- | ----- | --------------- | ----------- | ---------------- |
| Honduras        | 5       | 1     | 1          | 3     | 46   | 86    | 2019            | 2017        | 2018             |
| Guatemala       | 8       | 1+?   | 0+?        | 6+?   | 74+? | 131+? | 2015?           | -           | 2019             |
| Rep. Dominicana | 1       | 0     | 0          | 1     | 0    | 24    | -               | -           | 2023             |
| Costa Rica      | 1       | 0     | 0          | 1     | 6    | 33    | -               | -           | 2012             |
| Panama          | 1       | 0     | 0          | 1     | 0    | 49    | -               | -           | 2018             |